# 恒等定理
恒等定理（英語：identity theorem，或译作惟一性定理）可以看成是柯西积分公式的补充定理，它们都反映解析函数的特性，同是解析函数论中最基本的定理。惟一性定理揭示了解析函数一个非常深刻的性质，函数在区域{\displaystyle D}内的局部值确定了函数在区域{\displaystyle D}内整体的值，即局部与整体之间有着十分紧密的内存联系。

## 定理陈述
设函数{\displaystyle f_{1}(z)}和{\displaystyle f_{2}(z)}在区域{\displaystyle D}内解析，若{\displaystyle \{z_{n}\}\subset D}收敛于{\displaystyle a\in D,(z_{n}\neq a)}，且{\displaystyle f_{1}(z_{n})=f_{2}(z_{n})}，则{\displaystyle f_{1}(z)=f_{2}(z),\forall z\in D}。

## 推论
设在区域{\displaystyle D}内解析的函数{\displaystyle f_{1}(z)}和{\displaystyle f_{2}(z)}在{\displaystyle D}内的某一子区域(或一小段弧)上相等，则它们必在区域{\displaystyle D}内恒等。